# Filip Geltz
Filip Geltz (ortografiat și Philipp Geltz ) (n. 1901 - d. 1994)
a fost un demnitar comunist român de origine germană din Arad, de profesiune tâmplar.
A fost primul secretar  al Comitetului Antifascist German, odată cu înființarea sa la data de 16 februarie 1949 iar în perioada 18 aprilie 1956 - februarie 1957 a fost ministru al Gospodăriilor Comunale și Industriei Locale în Guvernul Chivu Stoica (1). 
Totodată, Filip Geltz a fost deputat în Marea Adunare Națională în sesiunea 1952 -1957, membru în Comisia Centrală de Revizie (1955-1960), a fost membru al Prezidiului Marii Adunări Naționale (1957-1961) și vicepreședinte al Centrocoop.
În calitate de ministru, a primit zeci de mii de plângeri din partea populației germane din România, căreia îi fuseseră confiscate gospodăriile după al Doilea Război Mondial. Ca urmare, prin stăruințele sale, în vara anului 1956 s-a emis decretul care prevedea restituirea până la sfârșitul anului 1956 a 22.000 de locuințe și gospodării în favoarea populației de origine germană. 

## Distincții
- Medalia „A cincea aniversare a Republicii Populare Române” (24 decembrie 1952) „pentru lupta și munca duse în vederea făuririi, consolidării și prosperării Republicii Populare Române”[7]
- Medalia „Eliberarea de sub jugul fascist” (24 decembrie 1952) „pentru lupta dusă împotriva fascismului”[8]
- Ordinul „23 August” clasa a III-a (12 august 1959) „pentru merite deosebite în opera de construire a socialismului”[9]
- Medalia „40 de ani de la înființarea Partidului Comunist din Romînia” (6 mai 1961) „pentru activitate îndelungată în mișcarea muncitorească și merite în opera de construire a socialismului”[10]
- Ordinul „Tudor Vladimirescu” clasa a III-a (30 aprilie 1966) „cu prilejul celei de-a 45-a aniversări de la înființarea Partidului Comunist din România, pentru îndelungată activitate în mișcarea muncitorească și merite deosebite în opera de construire a socialismului”[11]
- titlul de Erou al Muncii Socialiste și medalia de aur „Secera și ciocanul” (4 mai 1971) „cu prilejul aniversării a 50 de ani de la constituirea Partidului Comunist Român, [...] pentru activitate îndelungată în mișcarea muncitorească și merite deosebite în opera de construire a socialismului în patria noastră”[12]
- Ordinul „Apărarea Patriei” clasa I (7 mai 1981) „pentru rezultatele obținute în îndeplinirea cincinalului 1976–1980, pentru contribuția deosebită adusă la înfăptuirea politicii Partidului Comunist Român de făurire a societății socialiste multilateral dezvoltate în patria noastră, cu prilejul aniversării a 60 de ani de la făurirea Partidului Comunist Român”[13]